# Canzoni classiche napoletane
Canzoni classiche napoletane è il quarantunesimo album in studio inciso dal cantante italiano Mauro Nardi nel 2018, prodotto e distribuito dalla Azzurra Music e arrangiato da Nuccio Tortora. L'album contiene brani in lingua napoletana appartenenti alla canzone classica napoletana con musicalità afro-cubane.

## Tracce
1. Lazzarella – 3:35 (Modugno - Pazzaglia)
2. Segretamente – 3:49 (Annona - Romeo)
3. Passione – 3:20 (Bovio - Tagliaferri - Valente)
4. Anema e core – 3:01 (D’Esposito - Manlio)
5. Scapricciatiello – 3:01 (Albano - Vento)
6. Tu si ‘na cosa grande – 3:21 (Domenico Modugno)
7. Maruzzella – 3:31 (Carosone - Bonagura)
8. Malafemmena – 4:25 (Antonio De Curtis)
9. Maliziusella – 3:13 (Capotosti - Specchia)
10. Indifferentemente – 2:29 (Mazzocco - Martucci)
11. Che taggia dì – 3:32 (Di Capri - Arbore)
12. ‘E quatte ciuccie – 2:29 (Laumonte)